# Стратифицированное общество
Стратифицированное общество — форма доклассовой социальной организации, первобытное общество, разделенное на социальные страты с политическим контролем одной страты над другой. Неравенство социальных статусов в доступе к использованию избыточного продукта приводит к нарастанию социальной и имущественной — в дополнение к функциональной — дифференциации. Её закрепление в иерархии статусов характеризует складывание стратифицированного общества. На основе стратифицированного общества впоследствии возникает государство.
Процесс становления государственных структур, изученный этнологами и социоантропологами на материале многих древних и современных обществ, включает ряд этапов социально-политического развития, выделяемый учёными, от эгалитарного (первобытнообщинного) к ранжированному, затем к стратифицированному и, наконец, классовому общественному устройству; каждому из них соответствует своя потестарно-политическая структура, начиная от главы рода (общины) и заканчивая государством. Схему предложил американский антрополог и неоэволюционист Мортон Фрид в 1967 году. Стратифицированное общество является третьей и последней фазой в развитии социальной интеграции и организации у М. Фрида. Схема пользуется большой популярностью у исследователей.
Принудительное отчуждение прибавочного продукта возникает уже в догосударственный период, в так называемом ранжированном обществе, в связи с функциональной дифференциацией общества, в котором зарождаются первые потестарные структуры, и укрепляется с возникновением социальной и имущественной дифференциации.
На стадии позднепервобытного общества возникает вождество, промежуточная между общиной и государством форма социополитичой организации с централизовованным управлением. Вождь и племенная знать принимают участие в управлении и составляют наследственную иерархию. В рамках вождества имеет место социальное и имущественное неравенство, но отсутствует формальный и легальный репрессивный и принудительный аппарат. Большинство исследователей считает вождество и его социальные группы универсальной стадией в развитии политической организации.
Вождество формировалось в пределах единой этносоциальной структуры — племени, и имело тенденции к распространению и включению в свой состав других племён через создание конфедерации, завоевание или подчинение в форме обложения данью, что в любом случае сопровождало значительное увеличение прибавочного продукта. В этих условиях неравенство социальных статусов в доступе к использованию избыточного продукта привело к нарастанию социальной и имущественной — в дополнение к функциональной — дифференциации. Её закрепление в иерархии статусов характеризует складывание стратифицированного общества. Важнейшими отличиями данной стадии от предшествующего этапа были сложение дифференцированного контроля над экономикой и соответствующая этому дифференцированность власти. В стратифицированном обществе усложняются потестарные структуры, происходит их иерархизация, расширяются и концентрируются функции центральной власти. Все эти процессы в конечном итоге ведут к формированию государства как социально-политической системы, которая регулирует жизнедеятельность общества. По словам Мортона Фрида, «раз существует стратификация, то предпосылки государственности уже созданы и действительное формирование государства уже началось».
Выдвижение внутреннего экономического развития в качестве номинирующего условия для возникновения процессов образования государств противоречит существованию ряда обществ, в которых возможности увеличения прибавочного продукта не только не привели к формированию развитого стратифицированного общества и государства, но не были использованы вовсе, и общество ограничивалось лишь простым воспроизводством.
До формирования государственной собственности на землю (предположительно возникающей ранее
индивидуальной), которая на ранних этапах реализуется как коллективная собственность социальных верхов, социальные группы (страты, сословия) различались по их отношению к продукту производства, но не к средству производства (к земле при феодализме), чем они принципиально отличались от классов. Верховная власть уже при племенном строе получила преимущественное право на перераспределение прибавочного продукта и присвоение этого продукта, отчуждая всё большую его часть на нужды собственного потребления. В современной терминологии речь идёт о стратифицированном, а не о классовом обществе. Таким образом, распространение верховной власти правителя не означало перехода к нему верховной собственности на землю. Земля ещё длительное время оставалась собственностью племени. Освоение верховной властью земель выражалось в первую очередь в отчуждении прибавочного продукта, производимого населением — сбора дани, осуществляемого в относительно развитых формах полюдья.
При переходе к государственной организации наряду с перераспределением возникает организованный сбор прибавочного продукта в форме фиксированных даней. Важной функцией государства стала охрана складывающейся территории, на которую распространилась его власть, поэтому выделяется профессиональный военный слой, не связанный с общинной и этнополитической (племенной) организацией. Расслоение внутри военной страты ведёт к образованию военной аристократии, которая частично сливается с родоплеменной знатью, частично оттесняет её; при этом родоплеменная знать которая в силу связей с отдельными группами внутри общества и вытекающих центробежных тенденций противостоит центральной власти. Функции государства на данном этапе выполняются главным образом военной организацией.
Переход от первобытного (эгалитарного) общества к стратифицированной стадии, на позднем этапе — с государственным политическим устройством — был длительным процессом, состоящим из ряда этапов, социально-экономическую сущность которых нельзя определить в терминах формационной схемы. В то же время конкретные формы, в которых происходил этот переход в разных регионах мира, существенно различались прежде всего в зависимости от соотношения основных факторов, которые стимулировали развитие общества, включая природные условия, определявшие возможности интенсификации хозяйственной деятельности; воздействия более развитых обществ; перспективность внешней экспансии и в целом военной активности; условия для широкого обмена, а позднее и крупномасштабной торговли.
По мере становления частной собственности на землю социальная стратификация переходит в классовую. К примеру, по данным исследований, на Руси это происходило после середины XI века, в Дании — в XII веке, в Швеции — в ХII-XIII веках.